# Александр Андреевич Чацкий
Алекса́ндр Андре́евич Ча́цкий — главный герой стихотворной комедии Александра Грибоедова «Горе от ума», предвестник «сверхчеловека» — нового социально-психологического типа в русской литературе, намного ранее его германской версии.

## Характер
Его простой и в то же время многообразный эмоциональный портрет отражает положительного героя, страдающего максимализмом, который проявляется во всех действиях и чувствах. Если вдруг он влюбляется, то так, что ему «… мир целый казался прах и суета!». Александр Чацкий отличается гипертрофированной честностью, имеет незаурядный ум, постоянно «алчущий познаний». Его знания позволяют трезво видеть проблемы политики, ущемление русской культуры, вопрос о гордости и чести, но в то же время Чацкий совершенно слеп в делах любовных. Герой страстно рвётся в бой, причём со всеми сразу; однако он часто встречает разочарования.

## Биография
Молодой дворянин Александр Андреевич Чацкий, сын покойного друга Фамусова Андрея Ильича Чацкого, возвращается к своей возлюбленной — Софье Фамусовой, которую он не видел три года. Они выросли вместе и с детства любили друг друга (На момент действия романа Софье 17 лет, Чацкий отсутствовал три года, следовательно, влюбился в неё, когда ей было 14 лет или даже менее того). Но Софья обиделась на Чацкого за то, что тот неожиданно бросил её, уехал за границу и «не писал двух слов». Вопреки ожиданиям Чацкого, она встречает его очень холодно. Он пытается понять, в кого влюблена Софья, но узнав, что это Молчалин, ужасается от такого выбора. На балу все наговорили, что Чацкий не в своем уме, и он, обиженный всеми, просит карету и уезжает обратно.
Среди прототипов грибоедовского героя называют Петра Чаадаева и Вильгельма Кюхельбекера.
Дальнейшая судьба
О дальнейшей жизни Чацкого и других персонажей «Горя от ума» рассказывается в сатире М. Е. Салтыкова-Щедрина «Господа Молчалины». Согласно этой версии, Чацкий женится на Софье Фамусовой, возвращается на службу и возглавляет департамент Государственных Умопомрачений. Чацкий активно способствует падению крепостного права, однако после его отмены сталкивается с многочисленными трудностями.

## Исполнители роли Чацкого
- Адамян, Петрос (Пётр Иеронимович) (1849—1899) — армянские театры Российской Империи, Турции
- Аксёнов, Всеволод Николаевич (1898—1960) — Малый театр
- Анчаров-Эльстон, Александр Чиназович (1867—1901)
- Аполлонский, Роман Борисович (1865—1928)
- Бабочкин, Борис Андреевич (1904—1975) — Академический театр драмы им. А. С. Пушкина
- Бабятинский, Валерий Константинович (род. 1942) — Малый театр
- Бадалбейли, Тимур Илхамович (род.1973) — Театр на Таганке
- Белосов, Михаил Михайлович (род. 1905)
- Бельский, Антон Николаевич (род. 1986)
- Бурэ, Валерий Анастасьевич (1899—1955)
- Вильде, Николай Евстафьевич (1832—1896) — Малый театр
- Гарин, Эраст Павлович (1902—1980) — Театр им. Мейерхольда.
- Глушарин, Иларий Казимирович (1895—1963)
- Горев, Фёдор Петрович (1850—1910) — Малый театр
- Горянов, Павел Абрамович (1886—1963)
- Григорьев, Пётр Иванович (1806—1871) — Александринский театр
- Гусев, Александр Дмитриевич (род. 1900)
- Далматов, Василий Пантелеймонович (1852—1912) — Александринский театр
- Дальский, Мамонт Викторович — Александринский театр пи Алёны и Поли
- Димов, Иван (1897—1965) — Болгария
- Днепров, Сергей Иванович (1884—1955)
- Ефремов, Никита Михайлович (род. 1988) — Театральный центр «На Страстном»
- Жариков, Пётр Павлович (род. 1888)
- Заборский (Zaborsky), Вилем (род. 1920) — Словакия
- Зардалишвили, Юза Францевич (1883—1943) — Грузия
- Ильин, Борис Фёдорович (1901—1979)
- Золотницкий, Алексей Алексеевич — Государственный театр киноактёра, режиссёр Гарин, Эраст Павлович (постановка осуществлена в 1970-е годы, основана на повторе спектакля Мейерхольда)
- Катлап, Жан Микелевич (род. 1907) — Латвия
- Кречмар (Kreczmar), Ян (1908—1972) — Польша, 1951
- Курский, Михаил Львович (1892—1942)
- Ленский, Александр Павлович (Вервициотти), (1847—1908) — Малый театр
- Любимов, Владимир Александрович (род. 1897)
- Максимов, Алексей Михайлович (1813—1861) — Александринский театр
- Медведев, Николай Александрович (1898—1968)
- Мейер, Владимир Эдуардович (1901—1940) — Малый театр
- Меньшиков, Олег Евгеньевич (род. 1960) — «Театральное товарищество 814»
- Месхи, Котэ (Яков Семёнович) (1857—1914) — Грузия
- Милославский, Николай Карлович (1811—1882) — провинциальный актёр
- Миронов, Андрей Александрович (1941—1987) — Московский театр Сатиры
- Михайлов, Николай Фёдорович (1902—1969) — Новосибирск, 1938
- Мичурин-Самойлов, Николай Аркадьевич (1866—1898)
- Монахов, Ипполит Иванович (1842—1877) — Александринский театр. И. А. Гончаров написал свою знаменитую статью «Мильон терзаний» после просмотра спектакля, где Монахов играл Чацкого (1871).
- Мочалов, Павел Степанович (1800—1848) — первый исполнитель роли на московской сцене (27.11.1831, Малый театр)
- Мякишев, Константин Михайлович (1910—1990)
- Никольский, Михаил Михайлович (1907—1971)
- Нильский, Александр Александрович (Нилус) (1840—1899)
- Орлов-Чужбинин, Яков Васильевич (1876—1940)
- Остужев, Александр Алексеевич (1874—1953) — Малый театр
- Подгорный, Никита Владимирович (1931—1982) — Малый театр
- Подгородинский, Глеб Валерьевич (род. 1972) — Малый театр
- Прудкин, Марк Исаакович (1898—1994) — МХАТ (1925, 1939)
- Разумов, Дэвид Арашевич (род.1997) — Национальный академический драматический театр имени М. Горького (Минск, 2011)[4]
- Рощин-Инсаров, Николай Петрович (1861—1899) — театр Корша
- Садовский, Пров Михайлович (1874—1947) — Малый театр (1902)
- Сальников, Георгий Иванович (1909—1983)
- Самарин, Иван Васильевич (1817—1885) — Малый театр (впервые — в 1839)[5]
- Самойлов, Евгений Валериянович (1912—2006) — Театр им. Мейерхольда (1937, Москва)
- Светловидов, Николай Афанасьевич (1889—1970)
- Скуратов, Павел Леонидович (1861—?)
- Соколовский Владислав Александрович (1898—1964) — Горьковский драматический театр
- Соломин Виталий Мефодьевич (1941—2002) — Малый театр (1975)
- Старов, Яков Павлович (род. 1894)
- Степанов, Александр Иванович (род. 1903)
- Тинский, Яков Сергеевич (1862—1922)
- Тутанов, Александр Александрович (1871—1960)
- Халматов, Владимир Константинович (род. 1912)
- Хохлов, Александр Евгеньевич (1892—1966)
- Царёв, Михаил Иванович (1903—1987) — Малый Театр (1938, 1945)
- Чарский, Владимир Васильевич (1834—1910)
- Шебуев, Георгий Александрович (род. 1891)
- Шумский, Сергей Васильевич — Малый театр, в 1864 (1820—1878)
- Юровский, Юрий Ильич (1894—1959)
- Юрьев, Юрий Михайлович (1872—1948) — Александринский театр (1899)
- Янцат, Валентин Иванович (род. 1905)
- Джанполадян, Левон Айкович (род. 1983) — Студенческий театр Российско-Армянского университета (2004)
- Аёшин, Евгений Александрович (род 1973) — Государственный драматический театр им. Н. А. Бестужева (2008)
- Баркалов, Дмитрий Юрьевич (род.1989) - Курский драматический театр имени А. С. Пушкина (2015)